# Palazzo Mozzi

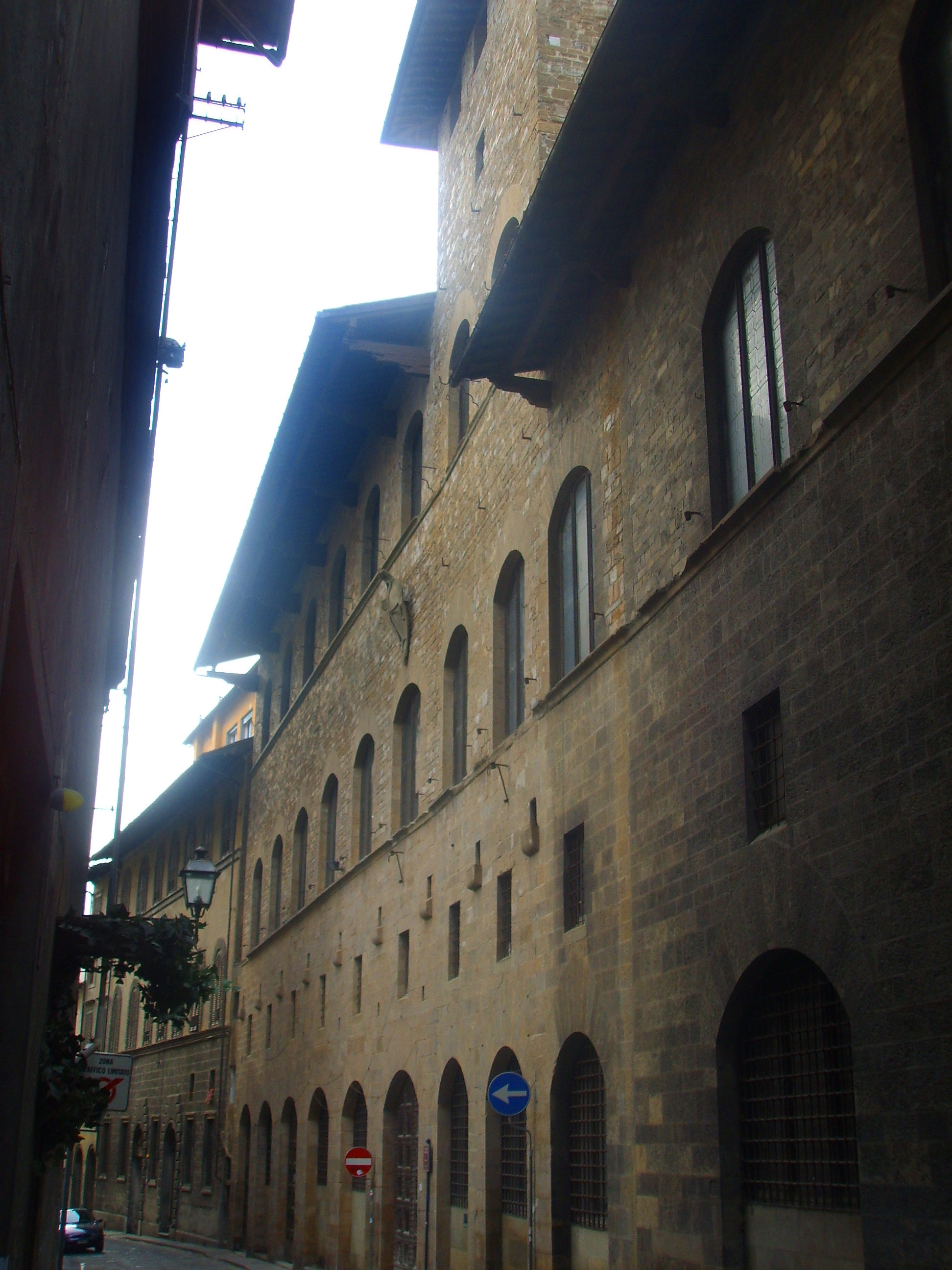
Palazzo Mozzi

Palazzo Mozzi nebo Palazzo de' Mozzi je renesanční palác ve Florencii.
Palác byl postaven rodinou Mozzi mezi lety 1260 až 1273 jako pevnost k Ponte alle Grazie. Budova byla přestavěna ve 14. století v renesančním stylu. Rodina Mozzi zde často hostila takové osobnosti jako papeže Řehoře X. nebo athénského vévodu.
V 16. století byl prodán pozemek za palácem a byl využíván jako olivový háj. V 19. století, kdy budovu koupil Stefano Bardini, byl háj změněn na zahradu. V současnosti vlastní palác italský stát a je prováděna jeho rekonstrukce a transformace na umělecké muzeum.